# Alexander Lind
Alexander Lucas Lind Rasmussen (Hørning, 26 de junio de 2002) es un futbolista danés que juega de delantero en el Pisa S. C. de la Serie A.

## Estadísticas

### Clubes
Actualizado al último partido disputado el 24 de septiembre de 2023.
| Club                   | Div.          | Temporada     | Liga  | Liga  | Liga   | Copas nacionales | Copas nacionales | Copas nacionales | Copas internacionales | Copas internacionales | Copas internacionales | Total | Total | Total  |
| Club                   | Div.          | Temporada     | Part. | Goles | Asist. | Part.            | Goles            | Asist.           | Part.                 | Goles                 | Asist.                | Part. | Goles | Asist. |
| ---------------------- | ------------- | ------------- | ----- | ----- | ------ | ---------------- | ---------------- | ---------------- | --------------------- | --------------------- | --------------------- | ----- | ----- | ------ |
| Silkeborg IF Dinamarca | 1.ª           | 2019-20       | 9     | 2     | 1      | 1                | 0                | 0                | —                     | —                     | —                     | 10    | 2     | 1      |
| Silkeborg IF Dinamarca | 1.ª           | 2020-21       | 19    | 3     | 0      | 1                | 2                | 0                | —                     | —                     | —                     | 20    | 6     | 0      |
| Silkeborg IF Dinamarca | 1.ª           | 2021-22       | 6     | 1     | 0      | 0                | 0                | 0                | —                     | —                     | —                     | 6     | 1     | 0      |
| Silkeborg IF Dinamarca | 1.ª           | 2022-23       | 11    | 2     | 0      | 2                | 0                | 0                | —                     | —                     | —                     | 13    | 2     | 0      |
| Silkeborg IF Dinamarca | 1.ª           | 2023-24       | 9     | 9     | 1      | 1                | 0                | 0                | —                     | —                     | —                     | 10    | 9     | 1      |
| Silkeborg IF Dinamarca | Total club    | Total club    | 54    | 17    | 2      | 5                | 2                | 0                | 0                     | 0                     | 0                     | 59    | 19    | 2      |
| Total carrera          | Total carrera | Total carrera | 54    | 17    | 2      | 5                | 2                | 0                | 0                     | 0                     | 0                     | 59    | 19    | 2      |

## Palmarés

### Títulos nacionales
| Título            | Club         | País      | Año  |
| ----------------- | ------------ | --------- | ---- |
| Copa de Dinamarca | Silkeborg IF | Dinamarca | 2024 |